# Nasa loxensis
Nasa loxensis är en brännreveväxtart som först beskrevs av Carl Sigismund Kunth, och fick sitt nu gällande namn av Weigend. Nasa loxensis ingår i släktet färgkronor, och familjen brännreveväxter. Inga underarter finns listade i Catalogue of Life.